# Galafi
Galafi (arabisch غالافي) ist eine kleine Ortschaft in der Region Dikhil in Dschibuti, nahe der Grenze zu Äthiopien.
Seit 1975 verbindet eine Allwetterstraße Galafi mit Dschibuti und den Nachbarländern Äthiopien und Eritrea. Über diese Straße wird ein Teil des Handels zwischen Äthiopien und Dschibuti abgewickelt, sie spielt allerdings eine untergeordnete Rolle gegenüber der Eisenbahnverbindung Addis Abeba–Dschibuti. 1978 gelangte sie kurzzeitig zu größerer Bedeutung, als die Bahnstrecke wegen des Ogadenkrieges unterbrochen war.